# Walentyna Popowa
Walentyna Popowa (ur. 18 sierpnia 1945) – lekkoatletka specjalizująca się w rzucie oszczepem, która reprezentowała Związek Radziecki.
W 1966 roku odniosła największy sukces w karierze zdobywając brązowy medal rozgrywanych w Budapeszcie mistrzostw Europy. Rok wcześniej – także w stolicy Węgier – stanęła na najniższym stopniu podium podczas uniwersjady.